# Aleuritopteris aurantiaca
Aleuritopteris aurantiaca är en kantbräkenväxtart som först beskrevs av Antonio José Cavanilles, och fick sitt nu gällande namn av Ren-Chang Ching. Aleuritopteris aurantiaca ingår i släktet Aleuritopteris och familjen Pteridaceae. Inga underarter finns listade.